# 西皮福祿械鬥
西皮福祿械鬥，是發生在台湾清治時期到台灣日治時期，台灣北部、東部，因為樂器不同而產生的分類械鬥。

## 形成原因

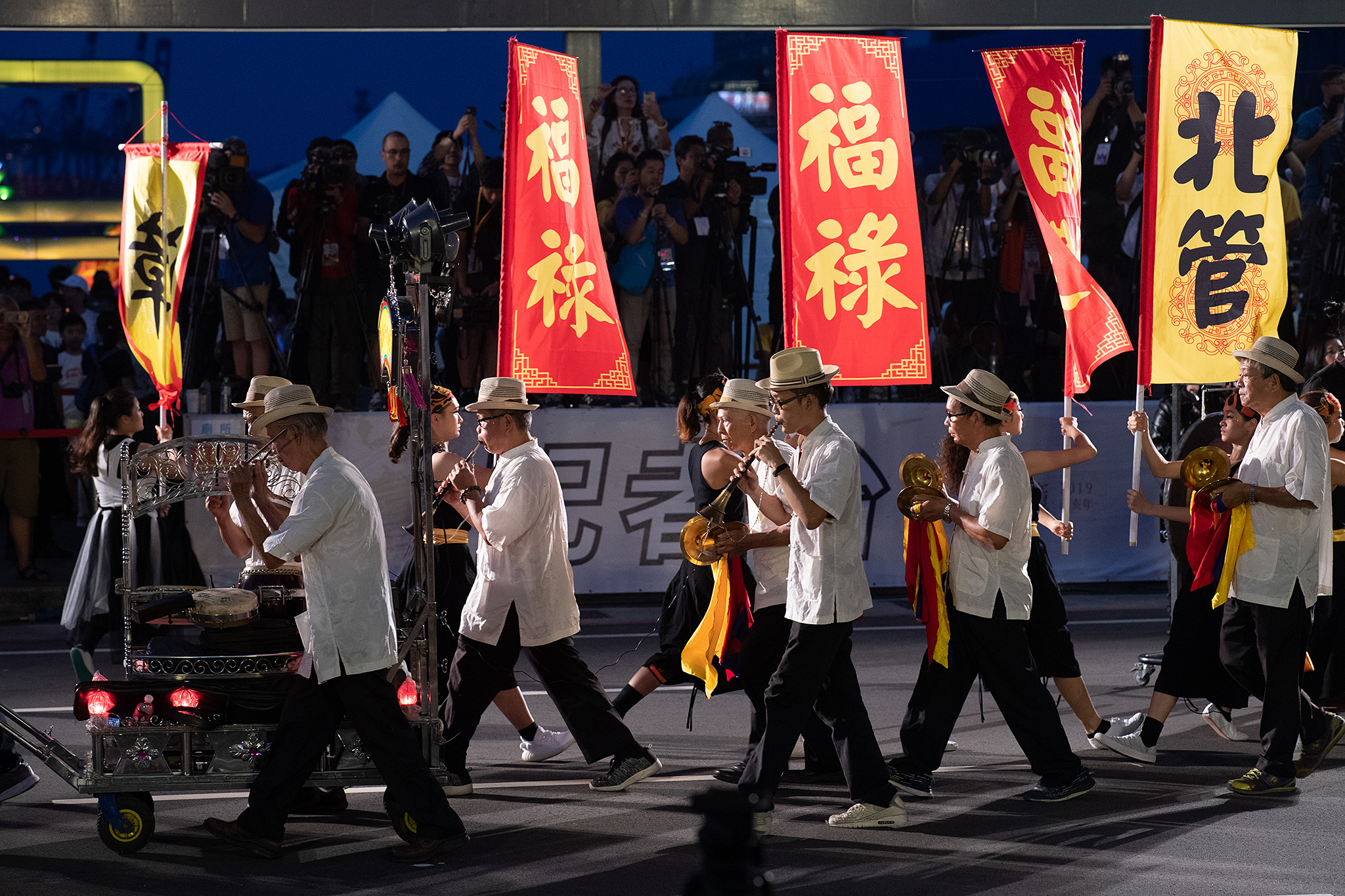
鷄籠中元祭的福祿派北管

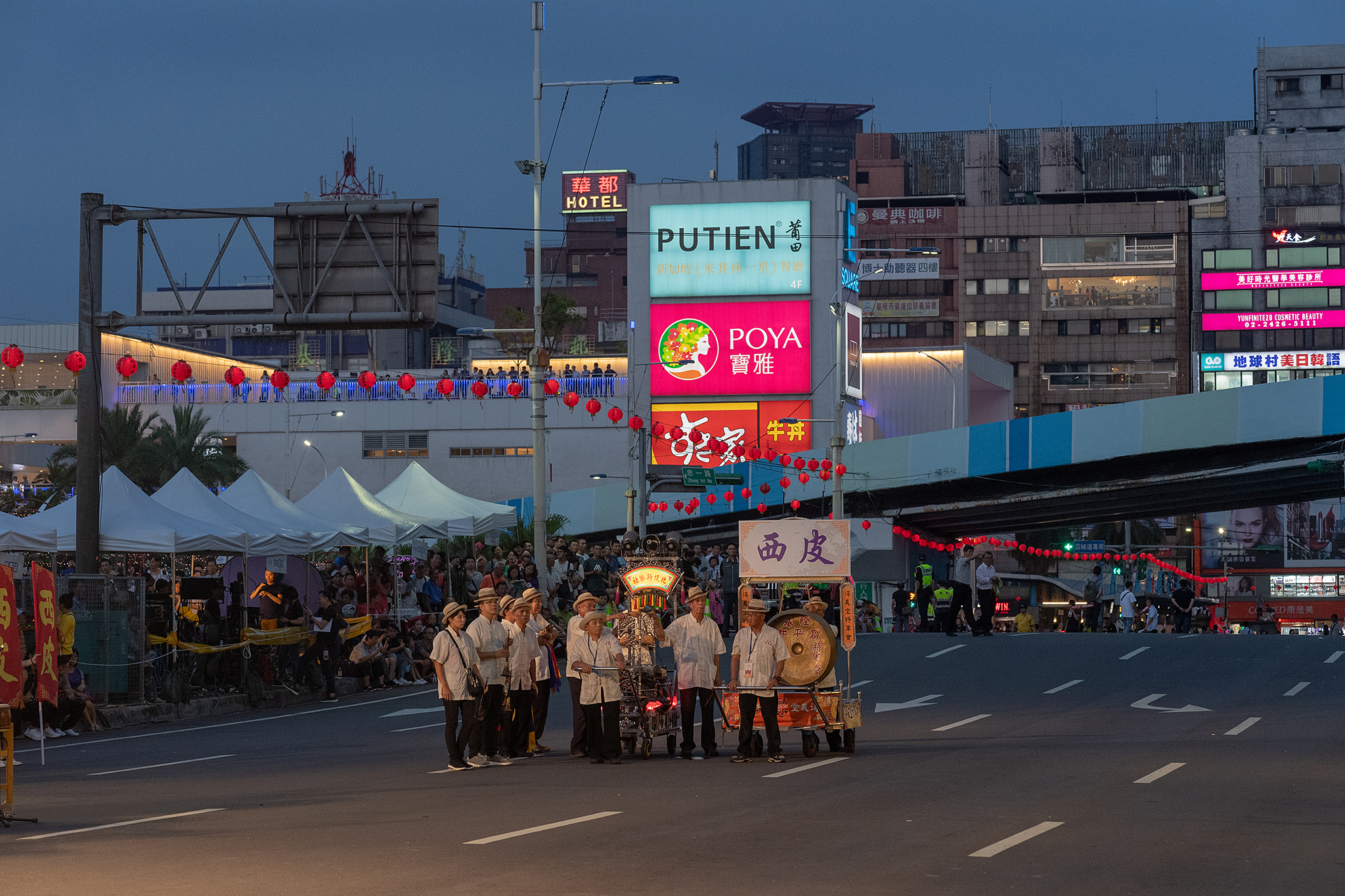
鷄籠中元祭的西皮派北管

清代中葉，北管傳統戲曲流傳入台，嘉慶以後簡文登者在宜蘭教習北管時，分裂為西皮、福祿兩派、迭引起紛爭械鬥。西皮派的主要樂器為以桂竹筒包蛇皮做的吊規仔，蛇皮音類似西皮，奉祀田都元帥；福祿派的主要樂器是以殼子弦（椰子殼做的胡琴），形狀類似葫蘆，音同福祿，奉祀西秦王爺。西皮、福祿之爭鬥，大抵以：
- 賽頭陣：俗稱拼陣頭，迎神賽會以陣頭較量聲勢及出奇制勝各自鼓舞財團動員角頭營造聲勢
- 對台拼戲：事先蒐集情報，安排戲碼，各具一方相對較技，設法吸引更多觀眾，竭盡所能，俗稱雙棚絞。觀眾兩邊跑。高潮迭起，時而引起喧嘩打鬥。
- 演奏排子對決：迎神賽會或相遇對峙，即以大鑼聲音、嗩吶多寡高低、喜慶排場，爭先後次序，賞賜金牌、獎金等互不相讓，純為面子。

雙方各自設館、集合門徒，相互仇視，屢因拚陣終於釀成分類互鬥。

## 重大事件發生地點與年份
西皮與福祿互鬥事件不止一次，而是由同治年間迄臺灣日治期間，持續不斷衝突，比較大的有同治年間（1862年～1874年）某年、1886年、1887年等三次械鬥，而西皮派會以交結清朝官方打壓福祿派，所以有「西皮倚官，福祿走入山」俗語，代表福祿不敵西皮而逃逸的情狀。兩派對抗最初發生於噶瑪蘭廳，而後擴大到基隆、臺北、花蓮等地。日本統治時雙方仍然不和，遇有節慶出陣常須派警吏維持秩序，一直延續到台灣戰後後，爭執才消失。
據基隆蔡慶濤手記：「基隆西福子弟，自來不相和睦，彼此設警譏諷，互相瑕疵，在屬賽會之明增華鬥勝一唱百和，小則爭鋒構怨，大則拳棒交攻，人命殺傷，時有所聞。蓋地方風習之不同、故習慣因之趨異、此為基津百年來特有之澆風陋習，為我島人所盡知，不可掩之事實也。現屬賽會之期兩派弟子竟互通聲氣，彼此親睦，閒有一二不良子弟，見兩派親善，遂亦銷聲匿跡，束狂就範，不復如曩日可尋仇結怨。」